# Eurema agave
Eurema agave es una especie de mariposa, de la familia de las piérides, que fue descrita originalmente con el nombre de Papilio agave, por Cramer, en 1775, a partir de ejemplares procedentes de Surinam.

## Distribución
Eurema agave está distribuida entre las regiones Neotropical, Neártica y ha sido reportada en 6 países.

## Plantas hospederas
Las larvas de E. agave se alimentan de plantas de la familia Fabaceae.